# 2002年の教育
2002年の教育（2002ねんのきょういく）は、2002年の教育関連のできごとの一覧である。

## 全般
- 新学習指導要領の実施（小中学校）で、ゆとり教育スタート
- 完全週休2日制の実施（公立）
- 総合的な学習の時間を新設
- 情報科の新設（高校）

## 大学

### 新設
- 新潟県立看護大学
- 群馬社会福祉大学→群馬医療福祉大学
- 東京女学館大学（2017年閉学）
- 東京富士大学
- 田園調布学園大学
- 山梨英和大学
- 諏訪東京理科大学→公立諏訪東京理科大学
- 松本大学
- 静岡英和学院大学
- 星城大学
- 名古屋学芸大学
- 羽衣国際大学
- 岡山学院大学
- 中国学園大学
- 宇部フロンティア大学
- 第一福祉大学→福岡医療福祉大学（2014年閉学）
- 長崎ウエスレヤン大学

### 統合
- 山梨大学・山梨医科大学→山梨大学
- 筑波大学・図書館情報大学→筑波大学
- 大阪国際大学・大阪国際女子大学→大阪国際大学